# Thor: God of Thunder
Thor: God of Thunder è un videogioco d'azione, basato sul film del 2011 Thor. Protagonista è l'eroe Marvel Comics, che si scontra con i suoi nemici più noti.